# Nickeltyrrellit
Das sehr seltene Mineral Nickeltyrrellit ist ein Selenid aus der Spinell-Supergruppe und hat die Endgliedzusammensetzung CuNi2Se4.
Nickeltyrrellit kristallisiert im kubischen Kristallsystem und tritt in Form unregelmäßiger Körner oder seltener kleiner Kristalle (< 20 µm) mit kuboktaedrischem Habitus auf. Das Mineral ist undurchsichtig und erscheint im Auflichtmikroskop cremeweiß mit einem Stich ins Rosafarbene. Seine Strichfarbe ist schwarz. Die Kornoberflächen weisen einen metallischen Glanz auf.
Die Typlokalität ist die kleine aber sehr mineralreiche Selenium-Mine El Dragón östlich von Porco in der Provinz Antonio Quijarro im Departamento Potosí, Bolivien.

## Etymologie und Geschichte
Im Jahr 2017 erwähnten Günter Grundmann und Hans-Jürgen Förster eine „unbenannte Phase CuNi2Se4“ aus der Selenium-Mine El Dragón, verwechselten sie auf der publizierten Abbildung aber mit Penroseit. Zwei Jahre später publizierten sie die Beschreibung dieser Phase als das neue Mineral Nickeltyrrellit. Den Namen wählten sie, da es sich um das Nickelanalog des schon lange bekannten Tyrrellit handelt. Tyrrellit wiederum wurde nach dem Geologen und früheren Mitarbeiter des Geological Survey of Canada Joseph Burr Tyrrell (1858–1957) benannt.
Das Typmaterial des Minerals wird im Natural History Museum in London unter der Inventarnummer BM 2018, 19 sowie in der Mineralogische Staatssammlung München unter der Inventarnummer MSM 73587 (Cotyp) aufbewahrt.

## Klassifikation
Die strukturelle Klassifikation der IMA zählt den Nickeltyrrellit zur Spinell-Supergruppe, wo er zusammen mit Tyrrellit die Tyrrellit-Untergruppe innerhalb der Selenospinelle bildet.
Da der Nickeltyrrellit erst 2019 als eigenständiges Mineral anerkannt wurde, ist er weder in der zuletzt 1977 überarbeiteten 8. Auflage der Mineralsystematik nach Strunz noch in der von der IMA bis 2009 aktualisierten 9. Auflage der Strunz’schen Mineralsystematik verzeichnet. Auch die zuletzt 2018 überarbeitete Lapis-Systematik nach Stefan Weiß, die formal auf der alten Systematik von Karl Hugo Strunz in der 8. Auflage basiert, führt den Nickeltyrrellit noch nicht auf.
Die von der Mineraldatenbank „Mindat.org“ weitergeführte Strunz-Klassifikation, die sich im Aufbau nach der 9. Auflage der Strunz’schen Mineralsystematik richtet, führt den Nickeltyrrellit in der Gruppe 2.DA.05 zusammen mit Berndlehmannit, Bornhardtit, Cadmoindit, Carrollit, Cuproiridsit, Cuprokalininit, Cuprorhodsit, Daubréelith, Ferrorhodsit, Fletcherit, Florensovit, Greigit, Indit, Joegoldsteinit, Kalininit, Linneit, Malanit, Polydymit, Siegenit, Shiranuiit, Trüstedtit, Tyrrellit, Violarit und Xingzhongit auf. Die Spinelle Ezochiit und Grimmit werden hier zusammen mit Ferrodimolybdänit (FeMo2S4), Zaykovit (Rh3Se4) und Zolenskyit (FeCr2S4) der allgemeineren Gruppe 2.DA (Metallsulfide mit M:S=3:4) zugewiesen.
Die vorwiegend im englischen Sprachraum gebräuchliche Systematik der Minerale nach Dana kennt den Nickeltyrrellit ebenfalls noch nicht.

## Chemismus
Nickeltyrrellit ist das Nickelanalog von Tyrrellit sowie das Seleniumanalog von Fletcherit und hat die Endgliedzusammensetzung CuNi2Se4.
Die empirische Zusammensetzung des Nickeltyrrellit aus der Typlokalität ist:
- Cu1,00(Ni1,42Co0,56Fe0,02)Se3,84S0,16

Nickeltyrrellit bildet eine lückenlose Mischkristallreihe mit Tyrrellit entsprechend der Austauschreaktion
- Ni = Co

## Kristallstruktur
Nickeltyrrellit kristallisiert mit kubischer Symmetrie der Raumgruppe Fd3m (Raumgruppen-Nr. 227) mit dem Gitterparameter a = 9,99 Å sowie 8 Formeleinheiten pro Elementarzelle.
Die Struktur ist die eines normalen Spinells, wobei Se2- die Anionenposition besetzt, Kupfer (Cu+) die Tetraederposition und Nickel (Ni3,5+) die Oktaederposition.
Die angegebenen Ionenladungen sind formale Ladungen, wie sie für die Klassifikation der Spinelle verwendet werden. Während die tatsächliche Ladung des Kupferions in Sulfidspinellen halbwegs gut bekannt ist (nahezu +1), gibt es kaum Informationen über die tatsächlichen Ladungen der Schwefel,- Selenium,- Kobalt- und Nickelionen. Für Selenium wird ebenso wie für Schwefel eine Ladung zwischen −1 und −2 angenommen, was auf der Bildung von Schwefel-Schwefel-Bindungen bzw. Selenium-Selenium-Bindungen beruht. Entsprechend niedriger ist die Ladung der oktaedrischen Kationen, die ihrerseits direkte Metall-Metall-Bindungen über die gemeinsamen Kanten der benachbarter Oktaederpositionen ausbilden können.

## Eigenschaften
Nickeltyrrellit zeigt keine Spaltbarkeit oder Teilbarkeit. Auf mechanische Belastung reagiert er spröde und bricht unregelmäßig.

## Bildung und Fundorte
Bei der Umwandlung von Bismut-Seleniden durch oxidierende Kupfer-Nickel-Kobalt-Selenium-haltige Lösungen bildet sich bei niedrigen Temperaturen Nickeltyrrellit.
Das Mineral ist extrem selten und weltweit bislang nur an zwei Fundorten dokumentiert worden.
Die Typlokalität ist die mittlerweile stillgelegte Selenium-Mine El Dragón, ein kleiner, 15 m langer und 0,5 bis 2 cm breiter Erzgang in der Cordillera Oriental 30 km südwestlich des Cerro Rico, östlich von Porco in der Provinz Antonio Quijarro im Departamento Potosí, Bolivien. Hier tritt Nickeltyrrellit zusammen mit Penrosit, Klockmannit, Clausthalit, Cerromojonit, Krut’ait-Penrosit-Mischkristallen und Goethit auf.
In der Bukov Mine südöstlich von Nové Město na Moravě in der Region Vysočina in Tschechien wurde Nickeltyrrellit zusammen mit Berzelianit, Kvačekit, Hakit-(Zn), Clausthalit und Eukairit gefunden.